# Paweł Franczak
Paweł Franczak (Nysa, Voivodat d'Opole, 7 d'octubre de 1991) és un ciclista polonès, professional des del 2013.

## Palmarès
- 2013
  - Vencedor d'una etapa de la Carpathia Couriers Path
- 2014
  - 1r a la Copa dels Carpats
- 2016
  - 1r al Memorial Henryk Łasak
  - Vencedor d'una etapa de la Cursa de Solidarność i els Atletes Olímpics
- 2019
  - 1r a la Belgrad-Banja Luka
  - 1r a la Visegrad 4 Bicycle Race-GP Hungary
  - Vencedor de 2 etapes de la Bałtyk-Karkonosze Tour